# バルトロメウ・ポルトゲス

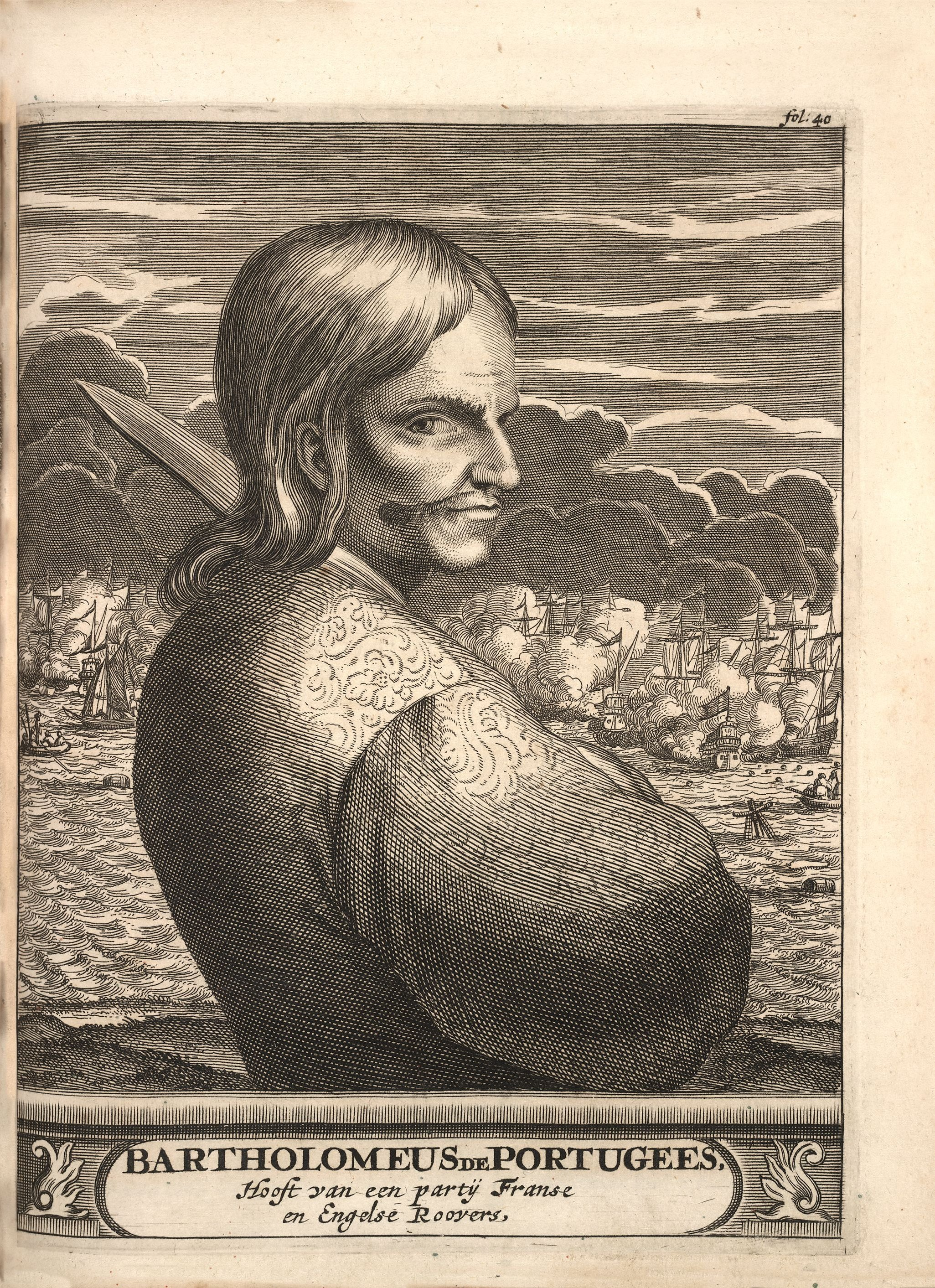
アレクサンダー・エスケメリング著The Buccaneers of America(アメリカのバッカニア)1678年 より

バルトロメウ・ポルトゲス（Bartolomeu Português）は、ポルトガルのバッカニア（海賊）。1660年代にスペインの船を攻撃した。ポルトゲスは海賊の掟を作成した人物であるとされ、後のジョン・フィリップス、バーソロミュー・ロバーツ、エドワード・ローなどの18世紀の海賊たちが使用したとされる。
名はバーソロミュー・ポーチュギースとも表記される。

## 人物
ポルトゲスは33人の部下を連れてジャマイカを出航し、獲物を求めてキューバ沖を航海していた。そこへハバナへ向かう途中のスペインの大型船と遭遇し、これを攻撃した。この船は砲20門で武装し、70人もの乗組員がいたためポルトゲスはたちまち撃退されてしまったが、味方に大きな損害がないことが分かると再び襲撃した。海賊たちの勇猛な攻撃ぶりにスペイン人たちは戦意を喪失し、5万シリングもの値打ちがあるカカオ豆を掠奪されてしまった。
戦果を挙げたポルトゲスはジャマイカに帰還しようとしたが、逆風に遭いやむなくキューバのサン・アントニオ岬に向かった。ポルトゲスはこの地で補給などを行おうとしていたが、岬に近付いた時、運悪く3隻のスペイン船と遭遇し、船もろとも捕虜にされて略奪品も取り戻されてしまった。一味が捕虜になって2日目、突如として嵐に襲われ、3隻の船は散り散りになった。海賊を乗せた船は無事にカンペチェに辿りつき、ポルトゲスが捕われたことを知った商人たちは大いに喜んだいう。

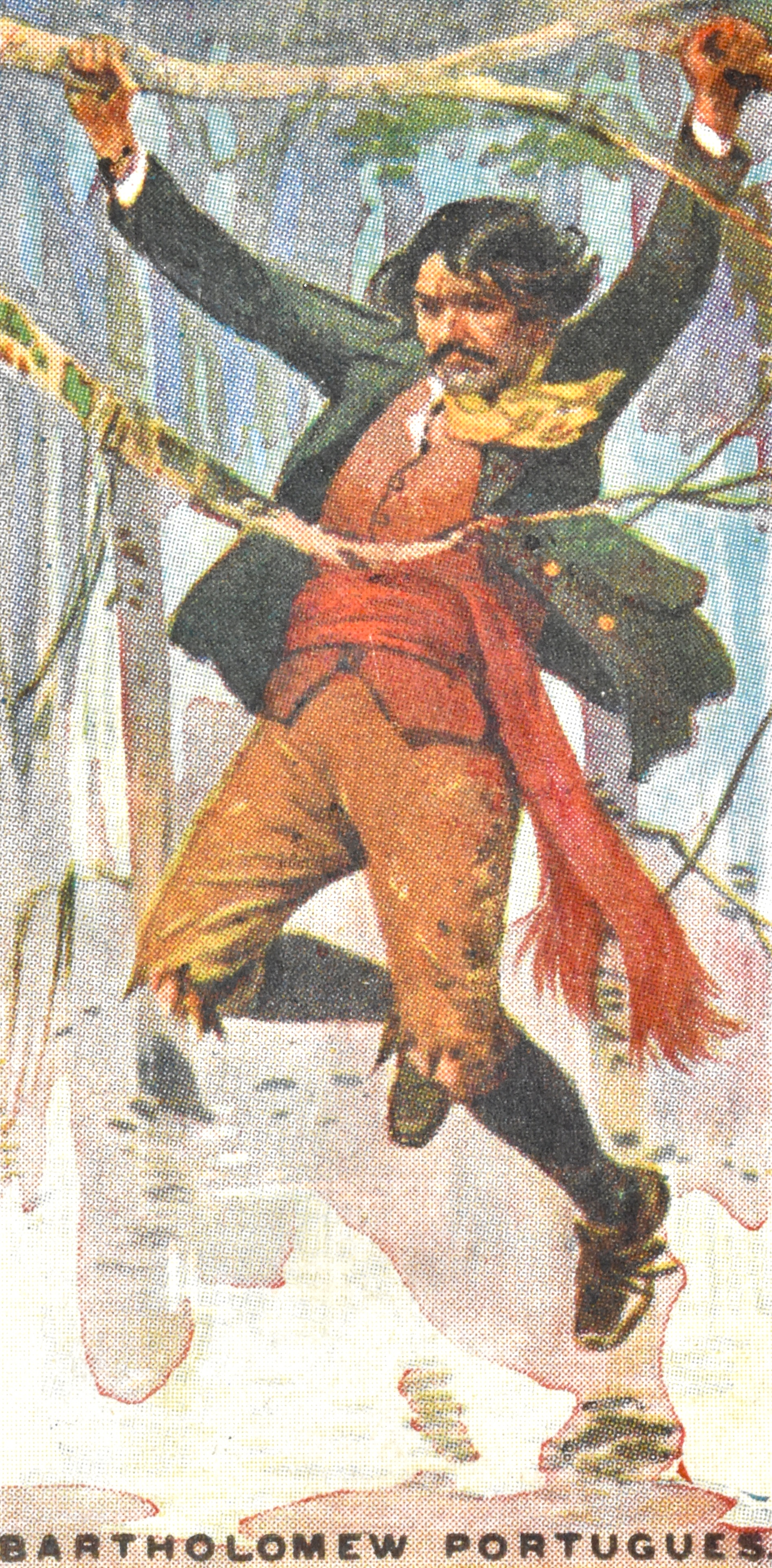
森を抜ける逃亡中のポルトゲス。W・D・アンド・H・O・ウィルズ社のシガレットカード

カンペチェの治安判事は海賊一味を刑務所に入れたが、何度も脱走した経験のあるポルトゲスだけは船内に監禁し、翌日には絞首刑に処すことに決めた。しかしポルトゲスは隙をついてナイフで見張りを刺し殺し、ワインを入れる壺を浮袋代わりにして岸部まで泳いで逃げた。カンペチェの町の人々はポルトゲスを捜索したが、ポルトゲスは森の中に逃げ込んで大木の空洞の中に3日間も潜み、追跡から逃れた。ポルトゲスは2週間にも渡って海沿いを歩き続け、やがてカンペチェから190キロ離れたトリエステ湾に辿りついた。そこで海賊仲間の手を借りてジャマイカに帰還した。

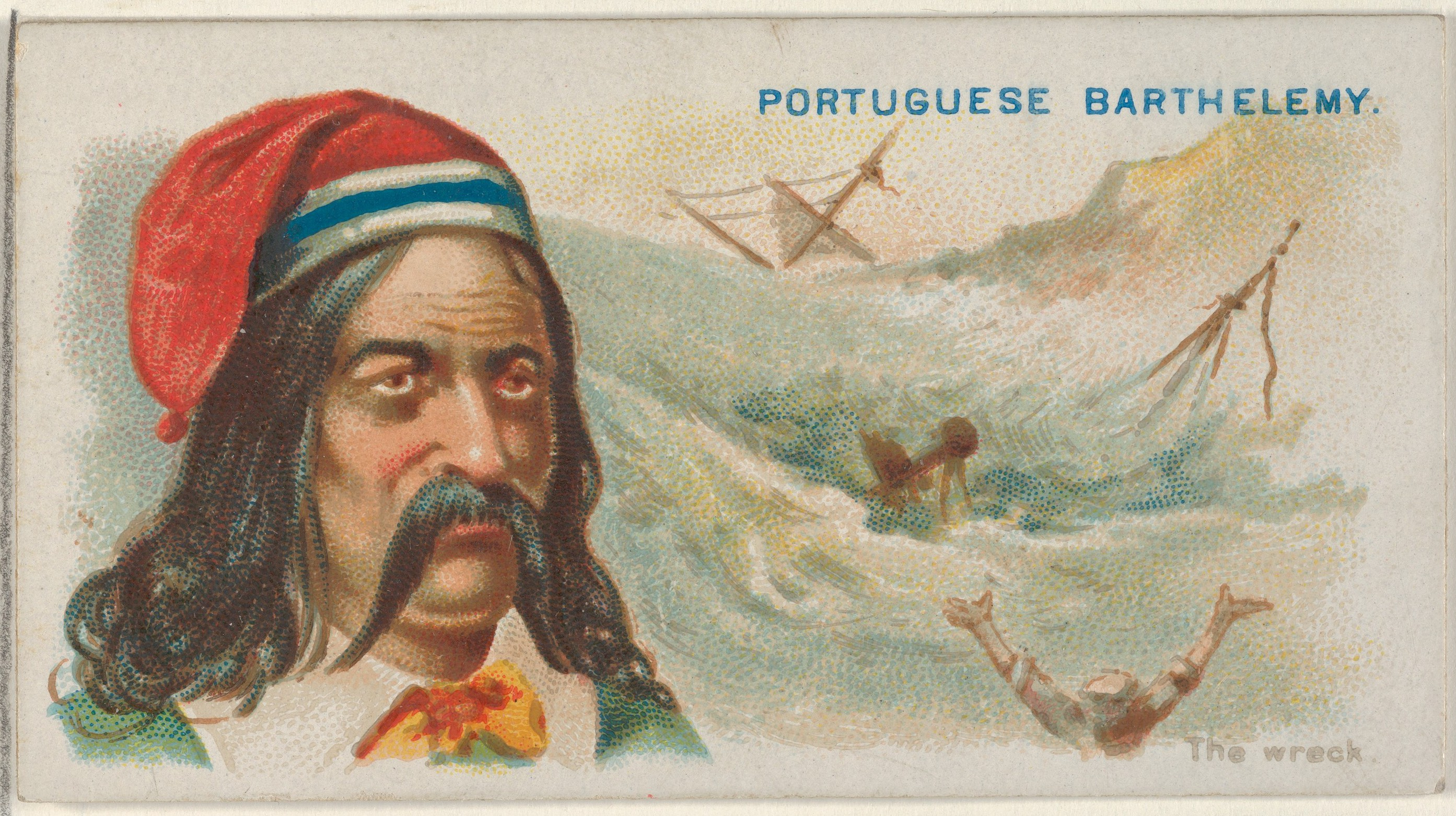
バーソロミュー・ポーチュギース、難破船 Allen & Ginterのシガレットカード「Pirates of the Spanish」(N19)シリーズ

ジャマイカにて海賊仲間から船と20人の乗組員を提供されたポルトゲスはカンペチェへの復讐を誓い、奪われた船を奪い返すために再び出航した。カンペチェに到着したポルトゲスは商人と偽ってスペイン船に近付き、油断していたスペイン人たちを襲撃してまんまと船を拿捕してしまった。この船には高価な積荷が満載されていたためにポルトゲスたちは大いに満足したが、キューバのピノス島に接近した時、嵐に襲われて船が沈没してしまった。ポルトゲスはカヌーで脱出して生還し、再三の悲運にもめげずに海賊行為を継続しようとしたが、これ以降掠奪に成功したという記録はない。